# NGC 7464
NGC 7464 је елиптична галаксија у сазвежђу Пегаз која се налази на NGC листи објеката дубоког неба.
Деклинација објекта је + 15° 58' 28" а ректасцензија 23h 1m 53,8s. Привидна величина (магнитуда) објекта NGC 7464 износи 13,3 а фотографска магнитуда 14,3. Налази се на удаљености од 26,1000 милиона парсека од Сунца. NGC 7464 је још познат и под ознакама UGC 12315, MCG 3-58-23, CGCG 453-49, ARAK 573, KUG 2259+157A, PGC 70292.